# Takafumi Ogura
Takafumi Ogura (小倉 隆史 Ogura Takafumi?,  nacido el 6 de julio de 1973 en Suzuka, Mie) es un exfutbolista japonés que se desempeñaba como delantero.
En 1994, Ogura jugó 5 veces y marcó 1 gole para la Selección de fútbol de Japón. Ogura fue elegido para integrar la selección nacional de Japón para los Juegos Asiáticos de 1994.

## Trayectoria

### Clubes
| Club                 | País         | Año         |
| -------------------- | ------------ | ----------- |
| Nagoya Grampus Eight | Japón        | 1992 - 1999 |
| Excelsior Rotterdam  | Países Bajos | 1993 - 1994 |
| JEF United Ichihara  | Japón        | 2000        |
| Tokyo Verdy          | Japón        | 2001        |
| Consadole Sapporo    | Japón        | 2002        |
| Ventforet Kofu       | Japón        | 2003 - 2005 |

### Selección nacional
| Selección | País  | Año  |
| --------- | ----- | ---- |
| Absoluta  | Japón | 1994 |

## Estadística de equipo nacional
| Selección de Japón | Selección de Japón | Selección de Japón |
| Año                | Part.              | Goles              |
| ------------------ | ------------------ | ------------------ |
| 1994               | 5                  | 1                  |
| Total              | 5                  | 1                  |

## Palmarés

### Títulos nacionales
| Título             | Club                 | País  | Año  |
| ------------------ | -------------------- | ----- | ---- |
| Copa del Emperador | Nagoya Grampus Eight | Japón | 1995 |
| Copa del Emperador | Nagoya Grampus Eight | Japón | 1999 |